# Combat de Louargat
Chouannerie
La combat de Louargat se déroula pendant la Chouannerie.

## Le combat
Le 30 août 1799, une colonne mobile de 112 hommes de Pontrieux rencontre les Chouans estimés de 160 à 200, commandés par de Bar au bourg de Louargat. En une heure de combat, les Républicains s'emparent du bourg à la baïonnette, mais les Chouans se réfugient sur un rocher dominant le bourg. Ils en sont encore délogés, puis se replient dans une maison avant de s'échapper dans les bois.
| « La colonne, après une marche de douze heures, atteignit la bande, sur le midi, au bourg de Louargat. L’avant-garde fut obligée de se replier à cause de la position et du nombre des brigands. Alors le commandant Comminet, capitaine de carabiniers, fit battre la charge et, après une heure de combat, le bourg fut emporté à la baïonnette. Nous eûmes deux carabiniers tués, un blessé à mort, un autre légèrement. Les brigands se rabattirent sur un rocher qui domine le bourg et tirèrent longtemps. De là, ils se replièrent sur une maison isolée, dont il fallut encore les débusquer à la baïonnette… Ils se débandèrent enfin et se réfugièrent dans les bois, où l’on ne put les atteindre. Les troupes étaient d’ailleurs, sur les dents, exténuées de fatigue et de faim. 17 brigands, dont un chef, sont restés morts sur le champ de bataille ; ils avaient beaucoup de blessés, qu’ils ont eu grand soin d’emporter avec eux… On a remarqué que presque tous les morts étaient des déserteurs de la marine, du 2e régiment de chasseurs à cheval et de divers corps de la division. » — Rapport du général Claude Ursule Gency |